# Université de La Havane
L'université de La Havane, fondée le 21 septembre 1728 sous le nom de Universidad de San Gerónimo de La Habana, par des membres de l'ordre des dominicains, est l'université la plus ancienne de Cuba.

## Personnalités liées à l'université

### Enseignants
- María Poumier

### Étudiants
- Orlando Borrego
- Laura Martínez de Carvajal (1869-1941), première femme diplômée en médecine de l'université (1889), et première ophtalmologue cubaine.
- Julio Antonio Mella
- Cosme de la Torriente y Peraza
- Mariblanca Sabas Alomá
- Matilde Ponce Copado (1932-2001), architecte moderniste.